# ブラックベルト

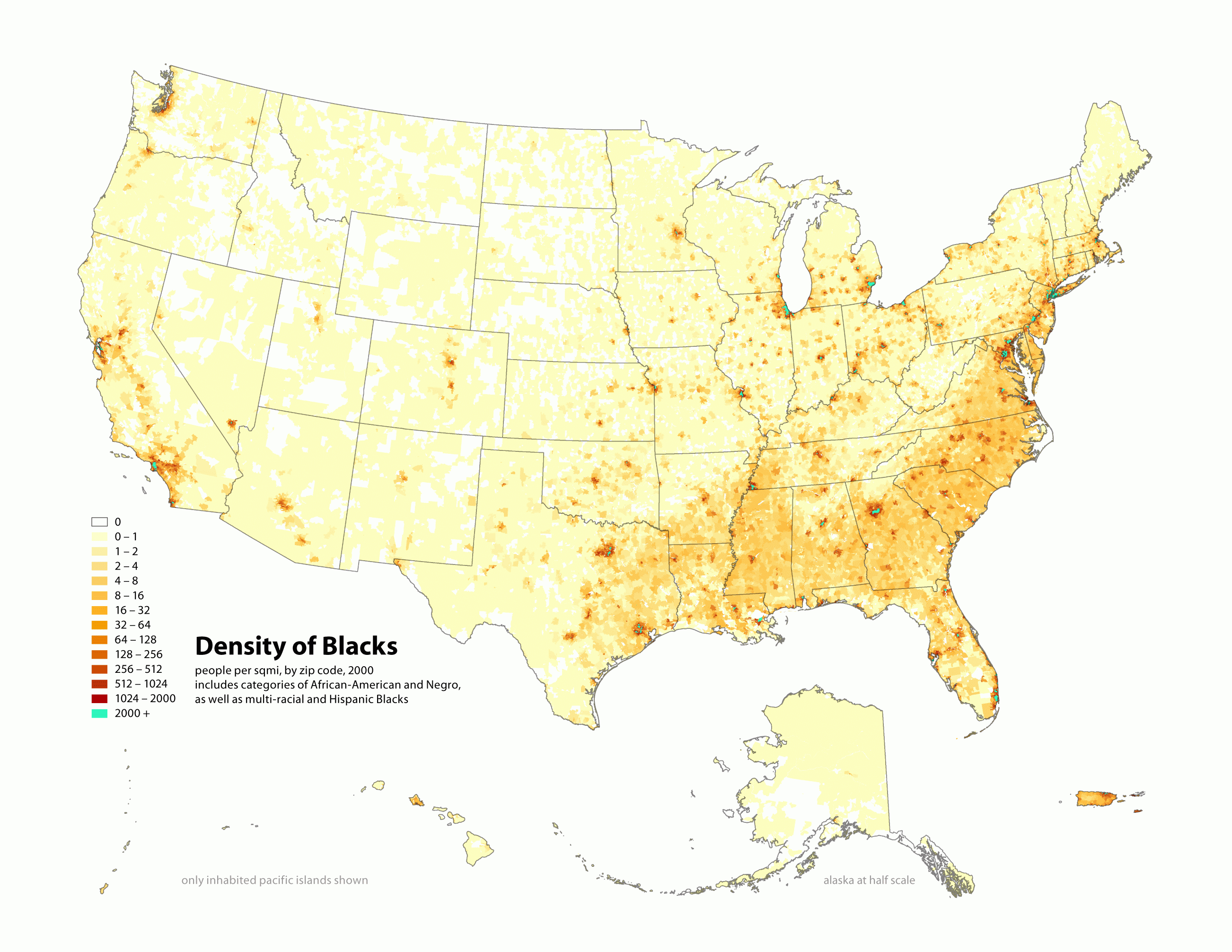
2000年国勢調査による、アフリカ系と答えた国民の人口密度（1平方マイルあたりの人口）

ブラックベルト（Black Belt）はアメリカ合衆国の地域の呼称の1つ。
この呼称は元来、アラバマ州中央部からミシシッピ州北東部にかけて広がるプレーリーと黒土に由来しているものだった。
しかし、アフリカ系アメリカ人の割合が高い、貧困、過疎、不十分な教育制度、低い教育水準、貧弱な健康対策、標準以下の住宅、高い犯罪と失業率などに特徴づけられるアメリカ南部の広範囲を指し示すものとして長く使われている。
ブラックベルトの指し示す地域に関しては様々な定義があるが、一般的にはディープサウス（深南部）中央部を通り、北はヴァージニア州、西はルイジアナ州とアーカンソー州に至る地域とされている。

## 歴史
「ブラックベルト」という用語は自然地理学において今なお使用されており、テネシー州南西部からミシシッピ州中東部、更にアラバマ州を東に抜けてジョージア州へと至る三日月形の地帯を指す。この地域は19世紀以前、プレーリーとオークヒッコリー（oak-hickory）林のモザイク地帯だった。
1820-30年代には、このブラックベルト地帯は綿花のプランテーション地帯として重要な位置を占めるようになり、「アラバマフィーバー（Alabama Fever）」として知られる、農園主とその奴隷の移民ラッシュが起きた。これによりこの地域はアメリカ南部の大部分に広がる綿花プランテーションの体制における核の1つとなった。そして時間が経つにつれて「ブラックベルト」という用語は、奴隷制プランテーション農業や綿花、米、砂糖、煙草などいわゆる換金作物に歴史的に深く関係しているアメリカ南部の大部分を示すようになった。
南北戦争後には奴隷を基礎におくプランテーションはほぼ小作人を利用したものへと置き換わっている。
20世紀初頭には、この豊かな生産を誇る地域は、土壌の浸食・枯渇、ワタミハナゾウムシの大量発生、綿花経済の崩壊、そして社会に対して抑圧的なジム・クロウ法の施行など多くの要因により経済的に崩壊した。こうして、かつては国内で最も裕福であり政治的にも力をもっていたこの地域は、国内で最も貧しい地域となった。20世紀中頃に起きた公民権運動は元来のブラックベルトの中央部に端を発している。しかし公民権運動の成功にもかかわらず、ブラックベルト地域そのものは国内で最も貧しい地域のままだった。
現在ではブラックベルトの大部分は国内の落花生や大豆の生産の大部分を担っており、様々な穀物を産する農村地帯となっている。20世紀初頭には根強い人種差別から逃れるためアフリカ系アメリカ人の他地域への大移動が起こり、これにアメリカ南部独特の社会的、経済的、文化的な発展の様相が相俟って、ブラックベルト地帯は合衆国内においてアフリカ系アメリカ人が自決し独立する権利を持てる地域と一部の人々に目されるようになった。
しかし「アメリカで最も黒い都市（The Blackest City In America）」といえばデトロイトを指すのが一般的である。実際デトロイトは約875,000市民の85%が黒人であり、合衆国内で最も黒人が多く住む都市である。